# Měnová intervence
Měnové nebo devizové intervence jsou jedním z nástrojů měnové politiky. Snaha o udržení inflačního cíle je procesem, při kterém probíhají devizové obchody, kterými se snaží centrální banka ovlivnit kurz měny.
V České republice byly intervence zahájeny například v roce 2013 za účelem dosažení inflačního cíle, který je určen v rozmezí 1 - 3 procent. Česká národní banka udržovala kurz koruny nad stanovenou hranicí (v tomto případě 27 Kč za 1 euro) a tím docházelo k devizové intervenci, při které byly vytvářely nové koruny.
Intervence v České republice byly zahájeny v listopadu roku 2013 a skončily v dubnu roku 2017, přestože v rozhovoru v polovině roku 2016 guvernér ČNB Jiří Rusnok uvedl, že mohou skončit i později, v roce 2018. Od listopadu 2013 do dubna 2017 ČNB vytvořila 2050 miliard nových korun a nakupovala za ně převážně eura.